# 다이아몬드 블랙판 빈혈
다이아몬드 블랙판 빈혈(Diamond–Blackfan anemia, DBA), 블랙판 다이아몬드 빈혈(Blackfan-Diamond anemia,  inherited pure red cell aplasia, inherited erythroblastopenia)은 선천성 적혈구 무형성증의 하나로, 유아에게 보통 발병한다.

## 증상
다이아몬드-블랙판 빈혈은 정구성빈혈이나 거대적혈구빈혈의 특징을 지니며, 골수의 적혈구 간세포의 수가 줄어들게 된다. 이는 보통 유아기 때 발전한다.

## 유전학
| 이름    | 염색체     | 유전자형   | 표현형 | 단백질                             | 분열(cite)(cite)         |
| DBA1    | 19q13.2    | 603474     | 105650 | RPS19                              | 30S ~ 18S:291(cite)      |
| DBA2    | 8p23-p22   | 알 수 없음 | 606129 |                                    |                          |
| DBA3    | 10q22-q23  | 602412     | 610629 | RPS24                              | 30S ~ 18S:291(cite)      |
| DBA4    | 15q        | 180472     | 612527 | RPS17                              | 30S ~ 18S:291            |
| DBA5    | 3q29-qter  | 180468     | 612528 | RPL35A                             | 32S ~ 5.8S/28S:291(cite) |
| DBA6    | 1p22.1     | 603634     | 612561 | RPL5                               | 32S ~ 5.8S/28S:291       |
| DBA7    | 1p36.1-p35 | 604175     | 612562 | RPL11                              | 32S ~ 5.8S/28S:291       |
| DBA8    | 2p25       | 603658     | 612563 | RPS7                               | 30S ~ 18S:291            |
| DBA9    | 6p         | 603632     | 613308 | RPS10                              | 30S ~ 18S                |
| DBA10   | 12q        | 603701     | 613309 | RPS26                              | 30S ~ 18S                |
| DBA11   | 17p13      | 603704     | 614900 | RPL26                              | 30S ~ 18S                |
| DBA12   | 3p24       | 604174     | 615550 | RPL15                              | 45S ~ 32S                |
| DBA13   | 14q        | 603633     | 615909 | RPS29                              |                          |
| "other" |            |            |        | TSR2,RPS28, GATA1 SLC49A1 (FLVCR1) |                          |

## 진단
일반적으로 DBA의 진단은 혈액 검사와 골수 검사를 통해 이루어진다.

## 치료
코르티코스테로이드를 사용하여 DBA 빈혈을 치료할 수 있다. 225명의 환자를 대상으로 한 연구에서 82%가 이 치료에 처음으로 응답하였으나 수많은 부작용이 보고되었다. 일부 환자들은 스테로이드에 계속 반응하였으나 다른 환자들에게는 효능이 줄어들었다. 수혈을 통해서도 심각한 DBA 빈혈을 치료할 수 있다. 조혈줄기세포이식(BMT)을 통해 DBA의 혈액학적인 측면을 치료할 수 있다.

## 역사
이 질병은 1936년 Hugh W. Josephs에 의해 처음 보고되었으나:485, 1938년 선천성 형성부전 빈혈을 기술한 루이스 다이아몬드와 케네스 블랙판의 이름을 따게 되었다.